# Слуднов Роман Андрійович
Роман Андрійович Слуднов (рос. Роман Андреевич Слуднов нар. 4 лютого, 1980, Омськ, Російська РФСР) — російський плавець, бронзовий призер Олімпійських ігор 2000 року, чемпіон світу, триразовий чемпіон Європи.

## Біографія
Роман Слуднов народився 4 лютого 1980 року в місті Омськ. Має молодшого брата Артема, який також займався плаванням. Його батьки Наталія Розщина та Андрій Слуднов тренери з плавання. У чотири роки навчився плавати, а у сім років почав професійно тренуватися. У 1997 році пробився до національної збірної Росії. Навчався в Університеті Міссурі, який закінчив у 2009 році, отримавши спеціальність фінансист. У цей період жив та тренувався в Орландо.
Найбільшого успіху на Олімпійських іграх досягнув у 2000 році. Він став бронзовим призером Олімпійських ігор на своїй профільній дистанції 100 метрів брасом. Надалі Слуднов брав участь у ще трьох Олімпійських іграх, де найвищий результат показував у естафетних перегонах комплексом, двічі посівши четверте місце (2004 та 2008 роки).
Найкращі результати у своїй кар'єрі Слуднов демонстрував у 2001 році. 29 червня на змаганнях у Москві він став першим спортсменом в історії який подолав дистанцію 100 метрів брасом менше ніж за хвилину (59.97 с). Таким чином він покращив свій же рекорд світу. У півфінальному запливі чемпіонату світу 2001 року ще раз побив свій світовий рекорд, пропливши дистанцію за 59,94 с. У фіналі Слуднов впевнено переміг, ставши чемпіоном світу. Окрім цього росіянин став срібним призером на дистанції 50 метрів брасом. У кінці сезону Слуднова було визнано найкращим плавцем Європи.
Протягом кар'єри добивався успіху і на чемпіонатах Європи, тричі ставши чемпіоном Європи, двічі срібним призером та ще один раз бронзовим. Виступаючи на короткій воді Слуднов двічі перемагав на чемпіонатах світу та Європи.

## Виступи на Олімпіадах
| Олімпіада   | Дисципліна         | Місце |
| ----------- | ------------------ | ----- |
| Сідней 2000 | 100 м брасом       | 3     |
| Сідней 2000 | 200 м брасом       | 20    |
| Афіни 2004  | 100 м брасом       | 9     |
| Афіни 2004  | 4x100 м комплексом | 4     |
| Пекін 2008  | 100 м брасом       | 6     |
| Пекін 2008  | 4x100 м комплексом | 4     |
| Лондон 2012 | 100 м брасом       | 27    |